# Guia de jogos

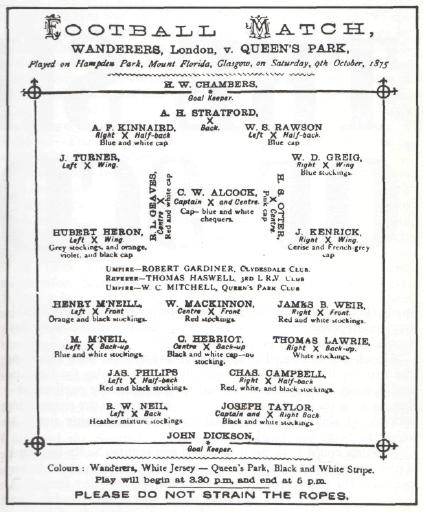
Guia de jogo entre o Wanderers FC vs. Queen's Park FC de 1875

Guias de jogos (em inglês: Match guides), também conhecidos como Match Programmes, são revistas (ou em outro formato semelhante) vendidas ou distribuídas gratuitamente em eventos esportivos com conteúdo completo sobre o confronto e podendo incluir reportagens e/ou matérias especiais .
Este guia é uma tradição na Europa e nos Estados Unidos, sendo cobiçados por colecionadores de revistas .

## No Brasil

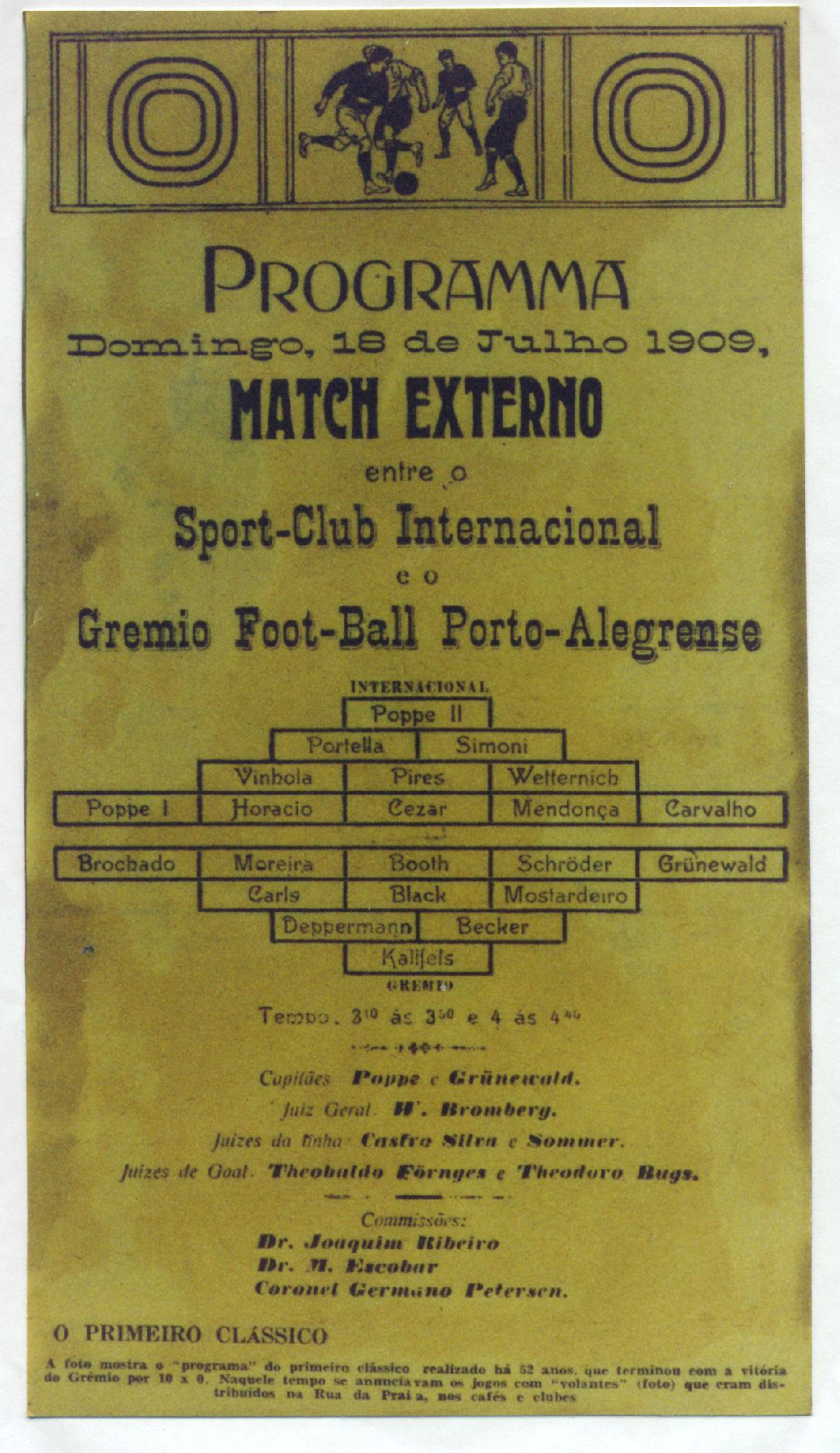
Guia do primeiro Grenal entre Grêmio FBPA e SC Internacional em 1909

No Brasil, alguns clubes de futebol já possuem estes guias, que são distribuídos em dias de jogos em seus estádios, como é o caso do Clube Atlético Paranaense (atualmente é o "Guia de Jogo Oficial", mas já editou as extintas "Preliminar" e "Uh! Caldeirão"), São Paulo Futebol Clube ("Preleção"), Botafogo de Futebol e Regatas ("Preliminar"), Vasco da Gama ("Preliminar Vasco"), entre outros clubes da primeira e segunda divisão do campeonato brasileiro de futebol.